# Königreich Gera
Das Königreich Gera war eines von mehreren Königreichen, die sich im 19. Jahrhundert in der Region Gibe im heutigen Äthiopien bildeten. 
Im Norden wurde es von Gumma und im Osten von Gomma begrenzt. Im Süden bildete der Fluss Gojeb eine natürliche Grenze zu Kaffa. Die Hauptstadt hieß Chala (auch Cira). Das Gebiet entspricht in etwa der heutigen Woreda Gera.
Dieses ehemalige Königreich befand sich in einem Becken und war von sanftem Hügelland umgeben. In den nördlichen Hügeln lagen ausgedehnte Sümpfe. 
Im Jahr 1880 belief sich die Bevölkerung auf etwa 15.000 bis 16.000 Menschen.
Der Anbau und die Ernte von Mais erfolgte in Gera zu anderen Zeiten als in den übrigen Gibe Königreichen. Während jene im Februar pflanzten und im Juli ernteten, geschah dies in Gera im April und August. Mohammed Hassen fügt hinzu, dass Gera ein Land reich an Honig war und noch immer ist und den Ruf des feinsten Honigs in Äthiopien besaß. Hassen zählt acht verschiedene Honigarten, wobei der beste der Ebichaa („dunkle“) Honig war aus dem für den Adel und Würdenträger der Gibe Region Tej (dadhi) erzeugt wurde. Hassen glaubt, dass dieser „schmackhafte und angesehene Ebichaa ein königliches Monopol darstellte.“
In Gera befindet sich auch der Mount Ijersa, ein heiliger Berg der Oromo. Im Glauben der Oromo, wird Gott am Jüngsten Gericht dort seinen Platz einnehmen.

## Geschichte
Beckingham und Huntingford zufolge, gibt es Hinweise darauf, dass die Monarchie in Gera bereits vor der Einwanderung der Oromo bestand. Andererseits gibt Mohammed Hassen an, dass Gera erst nach allen anderen Gibe Königreichen entstand und durch Gunji, einen erfolgreichen Kriegsherrn gegründet wurde. Gunji krönte sich um 1835 selbst zum König, starb jedoch kurz darauf. Diese ältere Dynastie endete jedoch mit der Ermordung von Tulu Ganje 1840 durch den König von Guma Oncho. Abba Baso begründete daraufhin eine neue Dynastie. Er war jedoch unbeliebt, wurde durch seinen Bruder Abba Rago I. gestürzt und nach Jimma ins Exil geschickt.
Trimingham zufolge, erlebte das Königreich seine Blütezeit unter dem König Abba Magal. Dieser war zum Islam konvertiert worden, obwohl einige seiner Untertanen sich noch stets zum Christentum bekannten. Es ist nicht bekannt welcher Gibe König dafür verantwortlich war: Trimingham glaubt, dass es sich dabei um Abba Jubir von Gumma handelt, während Mohammed Hassen dies Abba Bagibo von Limmu-Ennarea zugute schreibt. Jener Abba Bagibo bot Abba Magal seine Unterstützung beim Ringen um den Thron an, falls dieser muslimische Missionare in sein Königreich ließ. Erst später konvertierte Abba Jubir ihn. Nach dem Tod des Königs Abba Magal, übernahm dessen Frau Genne Fa die Amtsgeschäfte als Regentin im Namen ihrer beiden Söhne. Bei der Eroberung Geras durch Dejazmach Besha Abua 1887 fielen die Söhne in die Hände der Gegner und wurden in Jimma arrestiert.